# Montigné
Montigné ist eine Ortschaft und eine ehemalige französische Gemeinde mit 174 Einwohnern (Stand 1. Januar 2022) im Département Charente in der Region Nouvelle-Aquitaine (vor 2016 Poitou-Charentes); sie gehört zum Arrondissement Cognac und zum Kanton Val de Nouère. Die Einwohner werden Montignéens genannt.
Mit Wirkung vom 1. Januar 2019 wurden die ehemaligen Gemeinden Auge-Saint-Médard, Anville, Bonneville und Montigné zur Commune nouvelle Val-d’Auge zusammengelegt und haben in der neuen Gemeinde den Status einer Commune déléguée. Der Verwaltungssitz befindet sich im Ort Auge-Saint-Médard.

## Geographie
Montigné liegt etwa 26 Kilometer nordnordwestlich von Angoulême. Umgeben wird Montigné von den Ortschaften Auge-Saint-Médard im Nordwesten und Norden, Bonneville im Nordosten und Osten, Gourville im Osten, Rouillac im Süden und Westen sowie Anville im Westen.

## Bevölkerungsentwicklung
| 1962                       | 1968 | 1975 | 1982 | 1990 | 1999 | 2006 | 2013 |
| -------------------------- | ---- | ---- | ---- | ---- | ---- | ---- | ---- |
| 149                        | 158  | 144  | 122  | 127  | 112  | 126  | 165  |
| Quellen: Cassini und INSEE |      |      |      |      |      |      |      |

## Sehenswürdigkeiten

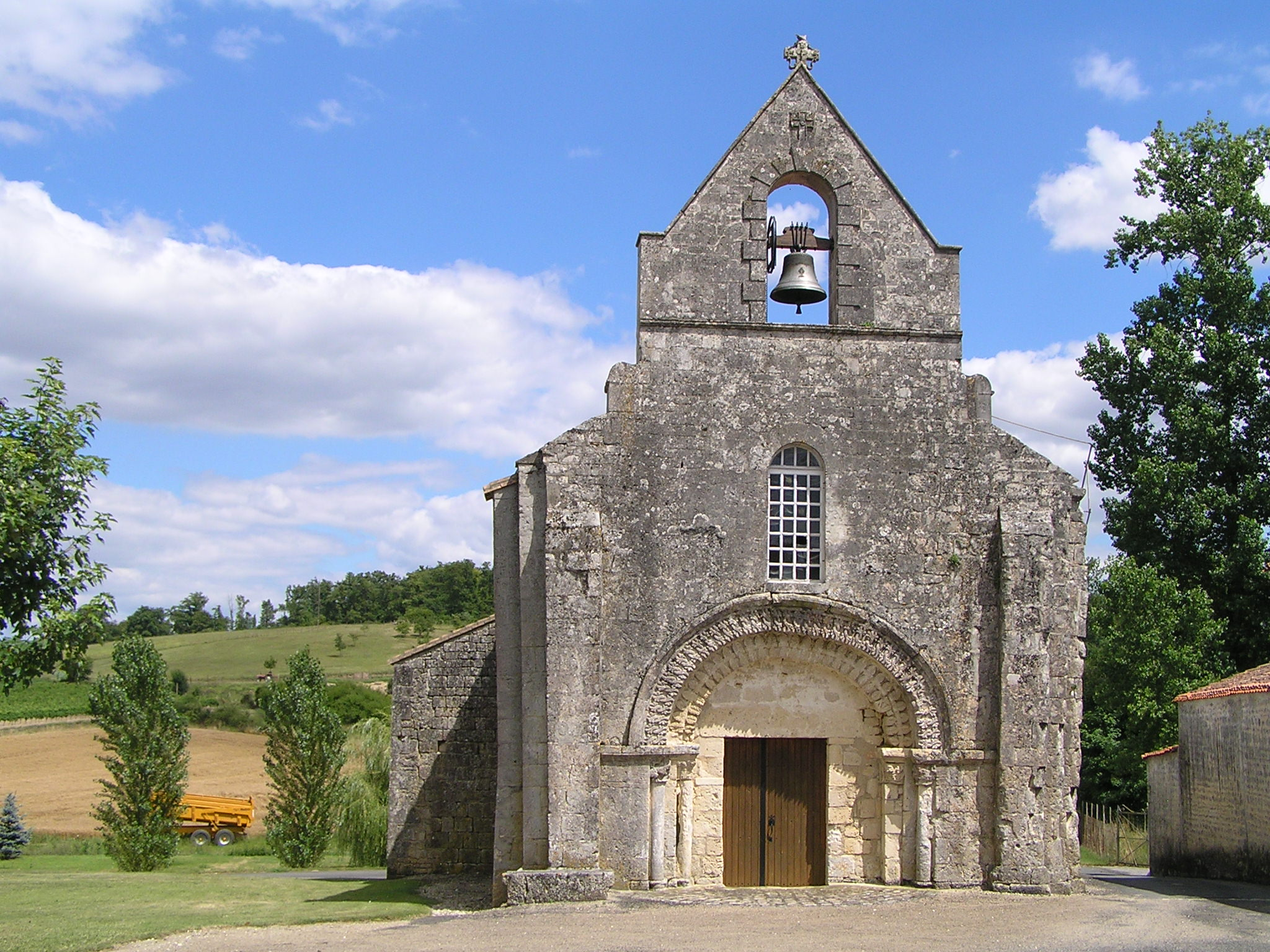
Kirche Saint-Pierre

- Kirche Saint-Pierre